# Miss World 1958
| Data:                | 13 października 1958                    |
| Kraj:                | Wielka Brytania                         |
| Miasto:              | Londyn                                  |
| Gala finałowa:       | Lyceum Theatre                          |
| Liczba uczestniczek: | 22                                      |
| Zwyciężczyni:        | Penelope Anne Coelen, Południowa Afryka |
| Poprzedniczka:       | Marita Lindahl, Finlandia               |
| Następczyni:         | Corinne Rottschäfer, Holandia           |
| -------------------- | --------------------------------------- |

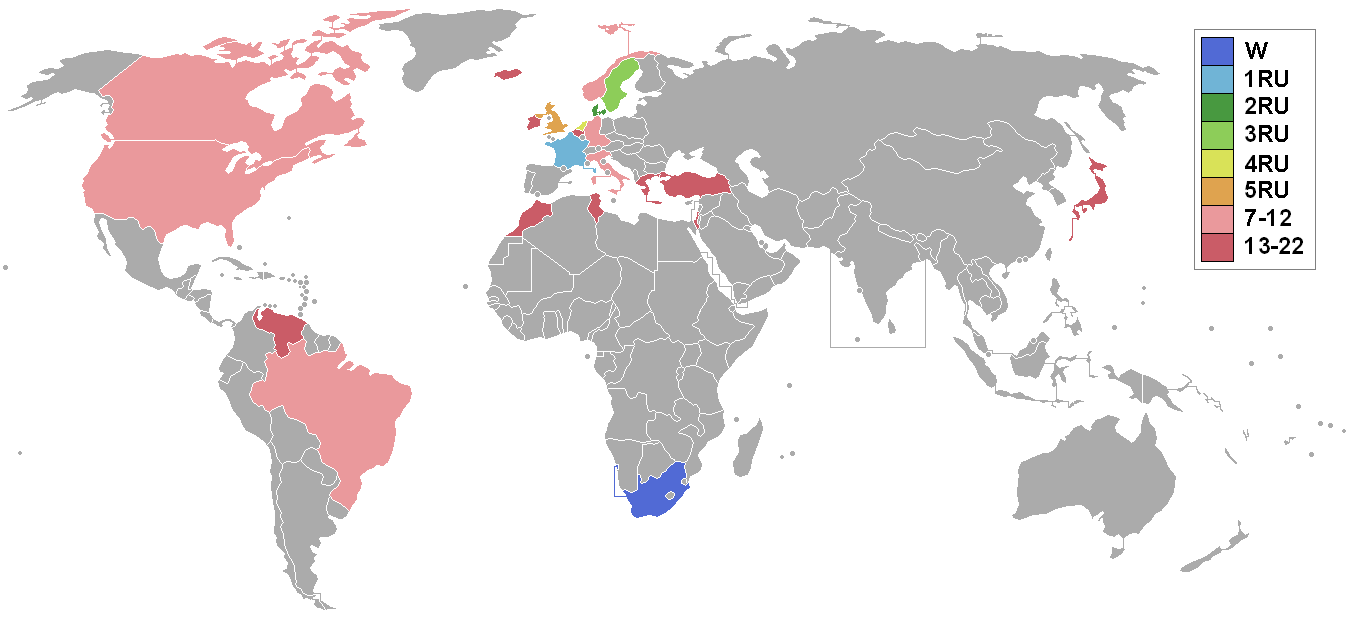
Kraje i terytoria, które wysłały delegacje oraz zajęte miejsce

Miss World 1958 – była to 8. edycja wyborów najpiękniejszej mieszkanki świata. Gala finałowa miała miejsce 13 października 1958 r. w Lyceum Theatre w Londynie. W konkursie wzięły udział 22 uczestniczki. Tytuł Miss World zdobyła wówczas 19-letnia Penelope Anne Coelen – reprezentantka ZPA.

## Wyniki
| Wyniki finału   | Uczestniczka/Uczestniczki |
| --------------- | --- |
| Miss World 1958 | - Południowa Afryka – Penelope Anne Coelen |
| 1. wicemiss     | - Francja – Claudine Oger |
| 2. wicemiss     | - Dania – Vinnie Ingemann |
| 3. wicemiss     | - Szwecja – Gun Harriette Margareta Wagstrom |
| 4. wicemiss     | - Holandia – Lucienne Struve |
| 5. wicemiss     | - Wielka Brytania – Eileen Sheridan |
| 6. wicemiss     | - Brazylia – Sonia Maria Campos |
| Półfinalistki   | - Kanada – Marilyn Anne Keddie - RFN – Dagmar Herner - Norwegia – Aase Qjelvik - Stany Zjednoczone – Nancy Ann Corcoran - Włochy – Elisabetta Velinsky |

## Uczestniczki
- Belgia – Michele Gouthals
- Brazylia – Sonia Maria Campos
- Dania – Vinnie Ingemann
- Francja – Claudine Oger
- Grecja – Mary Panoutospoulou
- Holandia – Lucienne Struve
- Irlandia – Susan Riddell
- Islandia – Hjordis Sigurvinsdóttir
- Izrael – Rachel Shafrir
- Japonia – Hisako Okuse
- Kanada – Marilyn Anne Keddie
- Maroko – Jocelyne Lambin
- RFN – Dagmar Herner
- Norwegia – Aase Qjelvik
- Stany Zjednoczone – Nancy Ann Corcoran
- Szwecja – Gun Harriette Margareta Wagstrom
- Tunezja – Denise Orlando
- Turcja – Sunay Uslu
- Wenezuela – Ida Margarita Pieri
- Wielka Brytania – Eileen Elizabeth Sheridan
- Włochy – Elisabetta Velinsky
- Południowa Afryka – Penelope Anne Coelen

## Notatki dot. państw uczestniczących

### Debiuty
- Brazylia
- Wielka Brytania – Wielka Brytania zadebiutowała na konkursie pod nową nazwą: United Kingdom z ang. Zjednoczone Królestwo, podczas gdy poprzednia nazwa brzmiała: Great Britain z ang. Wielka Brytania.

### Powracające państwa i terytoria
Ostatnio uczestniczące w 1953:
- Norwegia

Ostatnio uczestniczące w 1956:
- Turcja

### Państwa i terytoria rezygnujące
- Australia
- Austria
- Finlandia
- Luksemburg